# 31 Virginis
31 Virginis, eller d1 Virginis, är en misstänkt variabel i Jungfruns stjärnbild.
Stjärnan har visuell magnitud +5,58 och varierar utan någon fastställd amplitud eller periodicitet.